# أيرون ريفر (ويسكونسن)
أيرون ريفر (بالإنجليزية: Iron River, Wisconsin)‏ هي بلدة تقع بولاية ويسكونسن في الولايات المتحدة. تبلغ مساحتها 90.3 (كم²)، وترتفع عن سطح البحر 368 م، بلغ عدد سكانها 1059 نسمة في عام 2000 حسب إحصاء مكتب تعداد الولايات المتحدة وتصل الكثافة السكانية فيها 13 نسمة/كم2.

## وصلات خارجية
- Town of Iron River, Wisconsin
- The US50 - Cities and Towns in Wisconsin State
- Wisconsin Cities and Towns, Facts, Map, Flag, Colleges, Government, and More